# 南野やじ
南野 やじ（みなみの やじ、1976年8月30日 - ） は、日本のお笑いタレント、漫談師である。本名、廣田 伸一（ひろた しんいち）。
長崎県長崎市出身。長崎県諌早市在住。プライム所属。

## 経歴
- 長崎県立西陵高等学校卒業後、 創価大学法学部在学中の1997年にデビュー。大学時代は国連研究会と落語研究会の兼部で、当初は新聞記者を志していた。
- デビュー当初はワンフォール・ウエストに所属（他にはハレルヤやカリカナタなどが所属していた）。その後フリーとなる。
- フリーで活動していた頃は一人コントなどを行っていた。同期にはデッカチャン等がいる。
- 2002年10月14日 第1回R-1ぐらんぷりで決勝初出場。
- 2003年 ルミネtheよしもとのオーディションから吉本興業に所属。
- 2004年3月14日 第2回R-1ぐらんぷりで決勝出場。
- 2004年5月 『エンタの神様』に初出演。
- 2005年 第3回R-1ぐらんぷりで準決勝に進出。
- 2005年 国立演芸場での『花形演芸会』に出演。
- 2006年 第4回R-1ぐらんぷりで準決勝に進出。
- 2006年9月 実力不足を理由に吉本興業を離れることを発表。10月の舞台出演が吉本芸人として最後の出演になり、再びフリーとなる。
- 2006年 M-1グランプリに先輩芸人ゆきおとことコンビを組んで出場、二回戦に進出。
- 2007年 R-1ぐらんぷりで準決勝に進出。
- 2008年 R-1ぐらんぷりで2回戦に進出。
- 2008年4月 プライムに所属。
- 2009年 R-1ぐらんぷりで3回戦に進出。
- 2009年4月28日 初のソロDVD『演芸供養』を初版1000枚限定で自主制作。神奈川県湯河原の城願寺にて公開お経漫談独演会を収録。駄目人間演説漫談も収録されている。特典映像は体を張った絶叫・号泣ロケ企画「演芸苦行」。
- 2010年 R-1ぐらんぷりで準決勝に進出。
- 2011年 R-1ぐらんぷりで準決勝に進出。
- 2012年 R-1ぐらんぷりで準決勝に進出。
- 2013年 R-1ぐらんぷりで準決勝に進出。
- 2019年 ばってん荒川Jr.とお笑いコンビ「有明ミッショネルズ」を結成。

## 芸風
- 袈裟を掛け僧侶の格好をして木魚や鈴を鳴らしながら読経のような漫談を演じる。舞台中央の座布団に座り、紙芝居のようにネタを見せる。主なネタとして漢字を使ったダジャレや恋愛などの自虐ネタがあり、他にアルファベットや出身地である長崎県のネタなどもある。曲の歌詞を四字ずつ一行ごとに表してめくりながら、バックにその曲を流して演じるネタも行っている。自分が貧乏で預貯金がないことや将来不安など金銭面のネタも多い。
- 1度目のエンタの神様出演時にアパートに入居しており、アパートの大家が番組を見ていて芸風が不気味だとして嫌われて追い出されたと、2度目のエンタの神様出演時に住所不定とネタにしている。
- これ以外にリクルート姿での自虐漫談もあり（ブリッジに「私は駄目人間です」と連呼する）、フリー時代にはコントも行っていた。

## エピソード
- 2000年に一度「爆笑オンエアバトル」に出演。このときはコントを披露し129KBでオフエアであったが、それから約4年後となる2回目の挑戦（2004年6月19日放送回）でフリップ漫談を披露し453KBで初オンエアを果たした。しかし3回目の挑戦(2004年12月11日放送回)で441KBの高得点ながら6位オフエアを記録。これは最高オフエア記録の中でも歴代8位の記録である。この回では1位〜5位までが470KB以上という大接戦の回であった。その後の4回目の挑戦(2005年2月19日放送回)で489KBでリベンジを果たした。もし441KBで受かっていた場合は2004年度の年間ランキングで20位以内に入っており、チャンピオン大会出場は確実だった。[1]
- 『エンタの神様』には5回出演した。2004年5月の初登場以来3ヶ月や5ヶ月など次の出演までの間隔が大きく、最高は2005年6月から2006年4月の10ヶ月である。紹介画面のナレーションでは「忘れた頃にやってくる」などと言われていた。4回目の出演時は体についた痣を披露した。
- ファンのことを『やじ組』と呼び、日本最弱のお笑い一派を目指している。組長は2006年M-1グランプリ出場時の相方、ゆきおとこ。
- 中学高校時代陸上部だったが、当時あまり熱心に練習しなかったのを非常に後悔しており、芸人としてのメンタル面を鍛えるという名目でマラソンを始める。国士舘大学の陸上部OBメンバーらと奥多摩渓谷駅伝に参加した事もあり、毎年、国営昭和記念公園で行われる箱根駅伝予選会はプライベートで必ず行くほど陸上競技が好きである。
- 2003年11月9日に2歳年下の弟が結婚し、貧乏で祝儀が出せず代わりに結婚式でお経芸を披露し、顰蹙を買う。
- 2010年1月31日の第48回愛媛マラソンで初めてフルマラソンに挑戦。3時間58分27秒で完走した（一般の部750位）。
- 2010年4月27日の事務所ライブ（プライムライブ）では『王春眠』（わん しゅんみん）という名前の別キャラで登場した。25歳の中国人留学生で南野やじの弟子という設定。
- 2011年春より数回中国でステージに立ち、よい感触を得たために中国語を本格的に勉強しはじめる。2011年11月、中国語検定4級に合格（200点満点中169点）。
- 2012年より、故郷長崎に拠点を移し、心機一転してR-1 2012を目指すと宣言。
- 2012年4月2日より、「南野やじの起死回生ラジオ」が始まる。17:00-19:00までの生放送。地元長崎県諫早市のコミュニティーFMながらも、芸歴16年目にして初冠番組。
- 2013年、「南野やじの起死回生ナイト」内のコーナーである「さだまさし研究会」でインタビューしたことがきっかけで、早稲田大学さだまさし研究会の名誉会員に就任する。
- 2017年6月に中国語検定3級合格（200点満点中175点）、同年11月に中国語検定2級合格（200点満点中151点）と破竹の勢いで合格。｢そこそこ中国語を喋れる芸人｣に昇格したと喜びをあらわにし、インバウンド関連の仕事とEテレ『テレビで中国語[2]』への出演をブログ上で熱望する。
- 創価学会の会員だが、「群れるのは嫌い」と芸術部には所属していない。

## 出演番組
- エンタの神様（日本テレビ）キャッチコピーは「孤独なポクポク芸人」
- 爆笑オンエアバトル（NHK総合）戦績2勝2敗 最高489KB
- 笑林寺2（TBSテレビ）フリー時代
- 笑いの金メダル（朝日放送）
- 筑紫哲也 NEWS23（TBSテレビ）「金曜深夜便」
- ちちんぷいぷい（毎日放送）
- キャナガワ（テレビ神奈川）
- ダウンタウンのガキの使いやあらへんで!!（日本テレビ）- 2010年1月24日「第4回 山-1グランプリ」
- お願い!ランキング（テレビ朝日）- 2010年4月14日「伸び悩んでいるけど実は面白い芸人相談所！」
- 全種類。（TBSテレビ）- 2010年5月20日「女の子でも笑える下ネタ事業仕分け」
- めちゃ×2イケてるッ!全国行脚スペシャル！！（フジテレビ）-2010年10月9日「めちゃイケ新メンバーオーディション」
- 南野やじの起死回生ラジオ（エフエム諌早）-2012年4月2日より毎週月曜日・火曜日17:00-19:00生放送
- よかプロ！（長崎国際テレビ）-2012年4月28日

## 出演舞台
- カックラキン大劇場 in中日劇場　お化け物語〜コメディー&歌謡バラエティー〜（2010年8月6日 - 8月10日）

## DVD
- 緊急特別DVD 追悼ケンドーコバヤシさん (YOSHIMOTO WORKS)
- R-1ぐらんぷり2006 (YOSHIMOTO WORKS)
- R-1ぐらんぷり2007 (YOSHIMOTO WORKS)
- 演芸供養（株式会社プライム）